# ESIEE Paris
ESIEE Paris és una gran escola d'enginyeria situada a Marne-la-Vallée. L'escola va ser creada el 1904 amb el nom d'École Breguet.
L'ESIEE de París ofereix als seus estudiants una formació d'enginyeria general amb l'objectiu de capacitar-los per dissenyar, produir i supervisar sistemes industrials complexos, complint limitacions econòmiques estrictes i enfrontant-se a un entorn internacional. Per això, l'escola imparteix una formació científica i tecnològica avançada, que s'actualitza sovint per seguir el ritme dels canvis en les tecnologies d'avantguarda i es complementa amb la seva associació a l'ensenyament d'idiomes, cultura general, economia i humanitats.

## Graduats famosos
- Yann LeCun, informàtic francès
- Marcel Dassault, enginyer, empresari i polític francès conegut per ésser el fundador i director del Grup Dassault